# Anquíale (Cilícia)
Anquíale (em grego clássico: Ἀγχιάλη; romaniz.: Anchiále), Anquialeia (em grego clássico: Αγχιάλεια; romaniz.: Anchiáleia) ou Anquíalo (em grego clássico: Ἀγχιάλος) foi uma cidade da Cilícia, que Estêvão situou na costa, sobre o rio Anquialeu. A ela são atribuídas duas origens, uma mítica e outra histórica. Na segunda, seu fundador foi Sardanápalo, último rei da Assíria, que a teria fundado em um dia, junto com Tarso. Estrabão, citando Aristóbulo, comenta que nela estava a tumba de Sardanápalo e que no monumento havia um relevo em pedra com um homem estalando os dedos de sua mão direita. Diz ainda que havia uma inscrição em cuneiforme na qual se lia que o rei pedia ao leitor que bebê-se, comesse e assim por diante, pois todo o resto não valia muito. Arriano, por sua vez, e provavelmente seguindo Ptolomeu, alegou que Alexandre, o Grande marchou em um dia de Tarso a Anquíale e que no monumento de Sardanápalo havia uma figura com as mãos juntos como se estivesse batendo palmas. 